# Friedrich Loeffler
Friedrich August Johannes Loeffler (Frankfurt an der Oder, 1852. június 24. - Berlin, 1915. április 9.) német mikrobiológus, a diftéria és a száj- és körömfájás kórokozójának felfedezője. 

## Élete
Friedrich Loeffler 1852. június 24-én született az Odera-menti Frankfurtban, id. Friedrich Loeffler katonaorvos fiaként. 1870 és 1874 között a Würzburgi Egyetemen és a porosz katonaorvosokat képző Pépinière intézetben tanult orvostudományt. A Császári Egészségügyi Hivatalban (Kaiserliche Gesundheitsamt) dolgozott Robert Koch munkatársaként és felfedezte az olyan fertőző betegségek kórokozóját, mint a diftéria (1884-ben Edwin Klebsszel közösen), orbánc vagy a lovak takonykórja.
1888-ban a Greiswaldi Királyi Egyetem közegészségügy- és orvostörténeti professzora lett. Paul Frosch-sal közösen megállapította, hogy a száj- és körömfájást egy baktériumnál kisebb, szűrhető ágens okozza, így az elsők között volt akik felfedezték a vírusokat. Ő volt az első aki leírt egy állati vírust, a vírusokat tíz évvel korábban felfedező Dmitrij Ivanovszkij és Martinus Beijerinck a dohánymozaikvírussal dolgoztak). Loeffner készített először vakcinát a száj- és körömfájás ellen, bár gazdasági okokból forgalomba nem került.
Loeffler volt Greifswald közegészségügyi felügyelője is, harcolt a járványok terjedése ellen, kampányt folytatott a higiéniai viszonyok javítása és greifswaldi csatornarendszer kiépítése érdekében.
1910-ben megalapította az első virológiai kutatóintézetet. Az intézet a Greifswald melletti kis szigeten, Riemsen található, amelyet csak egy töltés köt össze a szárazfölddel, így egy kórokozó esetleges elszabadulása esetén igen könnyen lezárható. Az intézet 1952-ben felvette Friedrich Loeffner nevét.
Loeffler 1915. április 9-én halt meg Berlinben, de Greiswaldban temették el. Fia, akit szintén Friedrichnek kereszteltek, ortopéd sebész volt. 

## Művei
- F. Loeffler, P. Frosch: Berichte der Kommission zur Erforschung der Maul- und Klauenseuche bei dem Institut für Infektionskrankheiten in Berlin. In: Zbl. Bakt. I/Orig 22, 1897, 257–259
- Zur Immunitätsfrage. In: Mitt. kaiserl. Gesundheitsamt. 1 (1882), 134–187. o.
- Untersuchung über die Bedeutung der Mikroorganismen für die Entstehung der Diphtherie. In: Mitt. kaiserl. Gesundheitsamt. 2 (1884), 421–499. o.

## Emlékezete
- 1913 óta Greiswald díszpolgára[1]
- a riemsi Friedrich Loeffler Intézet 1952 óta viseli a nevét
- születésének századik évfordulójára a drezdai Német Közegészségügyi Múzeum emlékérmet adott ki[2]
- utcát neveztek el róla Greifswaldban és Bécs Hietzing kerületében
- A német posta 2010. október 7-én emlékbélyeget adott ki Friedrich Loeffler Intézet százéves fennállása alkalmából[3]

## Fordítás
- Ez a szócikk részben vagy egészben  a   Friedrich Loeffler (Bakteriologe) című német Wikipédia-szócikk ezen változatának fordításán alapul.  Az eredeti cikk szerkesztőit annak laptörténete sorolja fel. Ez a jelzés csupán a megfogalmazás eredetét és a szerzői jogokat jelzi, nem szolgál a cikkben szereplő információk forrásmegjelöléseként.